# Відкритий чемпіонат Австралії з тенісу 1995
Відкритий чемпіонат Австралії з тенісу 1995 — тенісний турнір, що проходив між 16 січня та 29 січня 1995 року на кортах Фліндерз-Парку в Мельбурні, Австралія. Це був 84-ий чемпіонат Австралії з тенісу і перший турнір Великого шолома в 1995 році. Турнір входив до програм ATP та WTA турів.

## Огляд подій та досягнень
У чоловічому одиночному розряді Андре Агассі переміг у фіналі минулорічного чемпіона Піта Сампраса. Для Агассі це були перший титул австралійського чемпіона та третій титул Великого шолома. 
У жінок минулорічна чемпіонка Штеффі Граф не захищала свій титул через травму. Марі П'єрс здобула свою першу перемогу в турнірах Великого шолома.
Джаред Палмер та Річі Ренеберг виграли парний турнір чемпіонату Австралії вперше. Для Палмера це була перша перемога в турнірах Великого шолома, для Ренеберга — друга й остання.
У змаганні жіночих пар Яна Новотна вчетверте стала австралійською чемпіонкою й виграла 11 титул Великого шолома, Аранча Санчес Вікаріо стала чемпіонкою Австралії утретє й виграла свій шостий мейджор. 
У міксті Наташа Звєрєва стала чемпіонкою Австралії втретє й виграла 14-ий титул Великого шолома. Рік Ліч теж утретє став австралійським чемпіоном і виграв 6-ий мейджор.

## Результати фінальних матчів

### Дорослі
| Одиночний розряд. Чоловіки        |                                 |                         |
| Андре Агассі                      | Піт Сампрас                     | 4–6, 6–1, 7–6(8–6), 6–4 |
|                                   |                                 |                         |
| Одиночний розряд. Жінки           |                                 |                         |
| Марі П'єрс                        | Аранча Санчес Вікаріо           | 6–3, 6–2                |
|                                   |                                 |                         |
| Парний розряд. Чоловіки           |                                 |                         |
| Джаред Палмер Річі Ренеберг       | Марк Ноулз Деніел Нестор        | 6–3, 3–6, 6–3, 6–2      |
|                                   |                                 |                         |
| Парний розряд. Жінки              |                                 |                         |
| Яна Новотна Аранча Санчес Вікаріо | Джиджі Фернандес Наташа Звєрєва | 6–3, 6–7(3–7), 6–4      |
|                                   |                                 |                         |
| Мікст                             |                                 |                         |
| Наташа Звєрєва Рік Ліч            | Джиджі Фернандес Циріл Сук      | 7–6(7–4), 6–7(3–7), 6–4 |
|                                   |                                 |                         |

### Юніори
| Одиночний розряд. Хлопці         |                                   |               |
| Ніколас Кіфер                    | Лі Джон Мін                       | 6–4, 6–4      |
|                                  |                                   |               |
| Одиночний розряд. Дівчата        |                                   |               |
| Сіобан Дрейк-Брокмен             | Анабел Еллвуд                     | 6–3, 4–6, 7–5 |
|                                  |                                   |               |
| Парний розряд. Хлопці            |                                   |               |
| Люк Буржуа Лі Джон Мін           | Ніколас Кіфер Ульріх Яспер Зетцен | 6–2, 6–1      |
|                                  |                                   |               |
| Парний розряд. Дівчата           |                                   |               |
| Коріна Мораріу Людміла Вармужова | Обата Саорі Урабе Намі            | 6–1, 6–2      |
|                                  |                                   |               |